# Halszemoptika

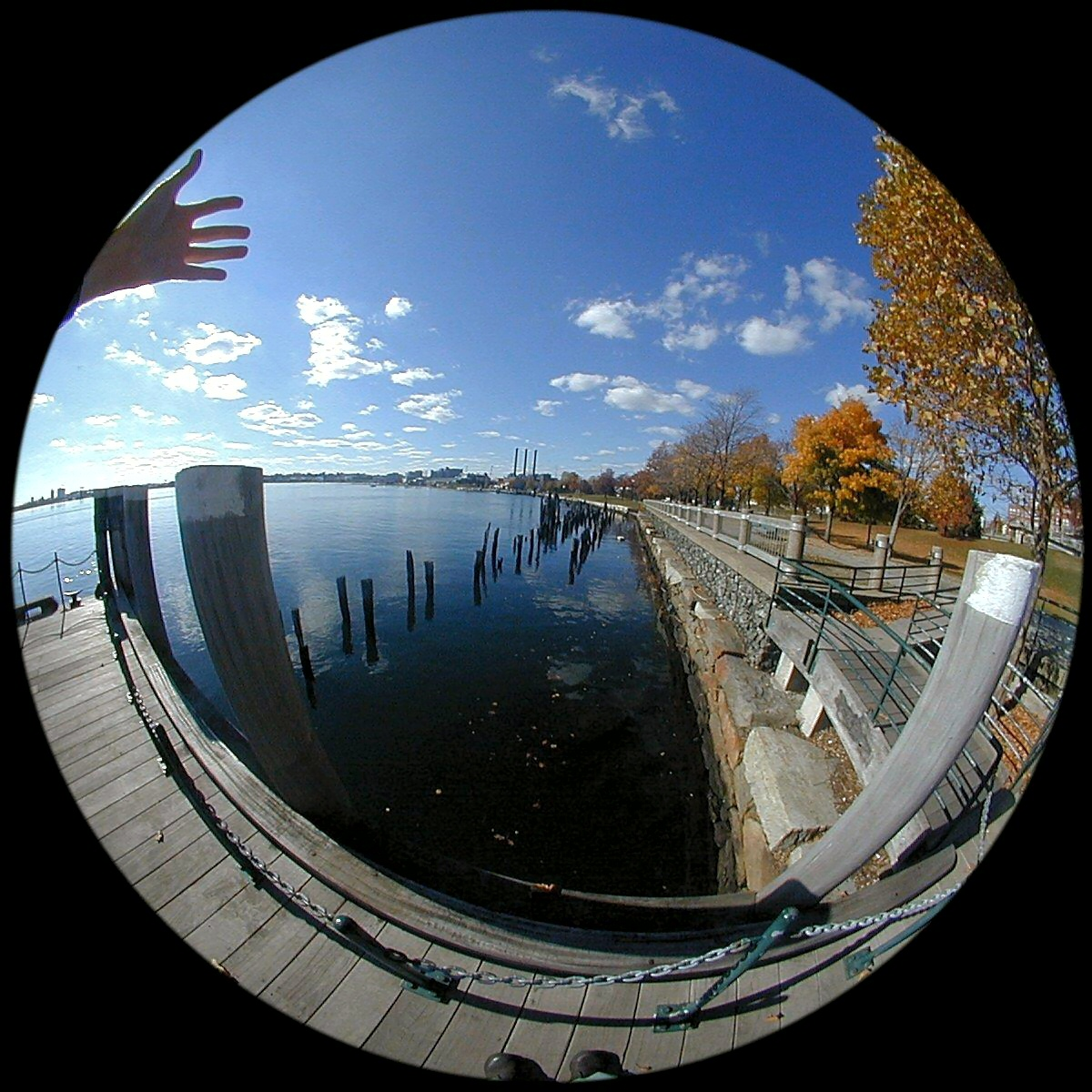
Cirkuláris halszem objektív által rajzolt kép

A halszemoptika (angolul: fisheye lens) egy fotográfiai objektív. 
Eredetileg a csillagászati távcsövekhez fejlesztették ki abból a célból, hogy az égbolt sokkal nagyobb szegmensét tudják egyidejűleg vizsgálni (mivel látószöge hatalmas, nemritkán 180 fok körüli vagy a feletti). Az emberi szem látószöge hozzávetőlegesen 170-180° között van. A roppant egyedi, különleges képalkotása miatt csakhamar bekerült a fotográfia eszköztárába, ahol rövid idő alatt igen nagy népszerűségre tett szert.

## Típusai

### Cirkuláris
A halszem objektívek első típusai az un. „cirkuláris halszem”-ek voltak, melyek 180°-os cirkuláris (kör alakú) látószöggel rendelkeztek és rendelkeznek ma is, így a kép, melyet rajzolnak, szintén kör alakú lesz.

### Diagonális
A diagonális (angolul: full-frame, néhol fullframe) típusú halszemek ma a legelterjedtebbek, lévén sokkal extrémebb, 180° feletti méretű látószöggel rendelkeznek. Kezdetben azért gyártották, hogy a fényképezőgépbe befűzött 35 mm-es film egészére tudjanak képet rajzolni (a cirkuláris nem használta ki a film teljes felületét), de látószögének extrém mérete (létezik olyan is, amely kis híján teljes körben lát) és az általa rajzolt kép még inkább különleges volta napjaink legkedveltebb különleges objektív típusává tették a professzionális fényképészek között. (A „diagonál” magyarul „átlót” jelent.)

## Külső hivatkozások
- Egy másik példa extrém látószögű halszemobjektív által rajzolt képre
- Objektívek.lap.hu - linkgyűjtemény